# Cunifer
Cunifer – stop miedzi (Cu), niklu (Ni) i żelaza (Fe), czasem z dodatkiem kobaltu. Charakteryzuje się współczynnikiem rozszerzalności cieplnej podobnym do współczynnika rozszerzalności cieplnej niektórych gatunków szkieł, a także dużą odpornością na korozję. Z wyglądu (kolor) podobny do „świeżego” (nieskorodowanego) mosiądzu. Jest magnetyczny. Właściwości ma podobne do stopu fernico.

## Skład chemiczny
- Cunifer 1: 60% Cu, 20% Ni, i 20% Fe.
- Cunifer 2: 60% Cu, 20% Ni, 2,5% Co, i 17,5% Fe.

## Zastosowania
- elektrody w lampach elektronowych i w niektórych żarówkach
- złączki między rurami
- uszczelki
- zawory
- przewody paliwowe i olejowe
- w przemyśle stoczniowym wykorzystywany jest do produkcji odpornych na korozję rur do zbiorników balastowych napełnianych wodą morską.